# Юнайтед Фрут Къмпани
„Юнайтед Фрут Къмпани“ (на английски: United Fruit Company) или само „Юнайтед Фрут“, е бивша американска компания, сред най-големите монополи в хранителната промишленост на САЩ. Седалището на компанията е в Ню Орлиънс, Луизиана от 1933 г.
Владее плантации в Латинска Америка, флот, железопътни линии и др. Контролира 50% от търговията с банани в капиталистическия свят, поддържа водещи позиции и в търговията с ананаси. Основен неин конкурент е американската „Стандърд фрут къмпани“.
Важен фактор за експанзията на САЩ в латиноамериканските страни. Обвинявана е в експлоататорски неоколониализъм, сочена е за пример за влияние на транснационална корпорация върху вътрешната политика на така наречените бананови републики (термин, въведен от О. Хенри).
Това е една от двете компании (заедно със „Стандърд Ойл Къмпани“), наричана от населението в Латинска Америка „Октоподът“ заради стремежа да контролира, понякога силово, политическия и икономическия живот в латиноамериканските държави.
След период на финансов упадък се влива в „Юнайтед Брандс“ (United Brands) през 1968 г., която компания се преобразува в днешната „Чикита Брандс Интърнешънъл“ (Chiquita Brands International) през 1984 г.